# Patrice Bäumel
Patrice Bäumel (* 1975 in Freital) ist ein deutscher DJ, Produzent und Remixer im Bereich der elektronischen Tanzmusik.

## Wirken
Einen Namen machte er sich vor allem in den Niederlanden, wo er jahrelang als Resident-DJ im ehemaligen Trouw Club in Amsterdam auflegte, welcher einst zu den „besten Clubs Europas“ zählte. Er ist vor allem bekannt durch Produktionen wie beispielsweise „Surge“, „Glutes“ oder „Roar“. 2017 wurde er bei den DJ Awards in der Kategorie „Deep House“ nominiert.
Er war als DJ unter anderem auf Veranstaltungen wie DGTL Festival oder Lowlands Festival, Kompakt Night oder Boiler Room vertreten. Er war auch auf Radiosendungen wie beispielsweise BBC Essential Mix, DJ Mag, Beatport BP038 zu hören.

## Diskografie (Auszug)
2019 erschien Berlin #GU42, eine Mix-Compilation auf dem Label Global Underground.
Im Jahre 2008 erschien der Mix RA.115 auf Resident Advisor. Der Track „Max Cooper – Organa (Patrice Baumel Remix)“ wurde bei Faze Magazin zu den „Tracks des Jahres 2017“ gewählt.

### Alben
- Vapour, 2010

### Singles
- Roar, 2008 (Get Physical Music)

### Remixe
- Booka Shade – Sweet Lies (Patrice Bäumel Rmx)
- Marc Romboy – Sonora (Patrice Bäumel Remix)
- John Digweed – The Light (Patrice Bäumel Remix)
- Fairmont – Gazebo (Patrice Baumel Remix)
- Stephan Bodzin – Sungam (Remixes)
- Depeche Mode – Where’s The Revolution  (Patrice Bäumel Remix)